# Teatro Colón
Il Teatro Colón di Buenos Aires è uno dei teatri d'opera più grandi al mondo, nonché il principale teatro d'opera di notorietà internazionale dell'intero continente.
La struttura magnifica e l'impegno costante nella cura e nelle rappresentazioni ne fanno un monumento dell'arte teatrale e lirica. Acusticamente considerato uno dei primi cinque teatri al mondo per la rappresentazione di opere liriche.
Il teatro si trova vicino alla famosissima Avenida 9 de Julio, uno dei viali più ampi del mondo.
L'edificio occupa 8.200 metri quadrati e la superficie totale di 58.000 m² sulla proprietà delimitata dalle vie Tucumán, Libertà, il passaggio Arturo Toscanini ed il Cerrito (Avenida Nueve de Julio).

## Storia
L'originario Teatro Colón sorgeva in prossimità della Plaza de Mayo, nel luogo dove sorge l'attuale sede centrale del Banco de la Nación Argentina. Costruito su progetto dell'ing. Carlos E. Pellegrini, aveva una capienza di 2.500 spettatori. Inaugurato il 27 aprile 1857 con La traviata con Enrico Tamberlik, il teatro fu chiuso già nel 1888 e attualmente è sede della Banca centrale argentina.
In seguito alla chiusura del vecchio Teatro Colón, il 20 ottobre 1888 venne promulgata la legge n. 2381 volta ad avviare le procedure per la costruzione di un nuovo teatro che, nell'intento delle autorità, doveva essere inaugurato nel 1892.
I lavori di costruzione dell'attuale Teatro Colón iniziarono nel 1889 sotto la guida dell'architetto italiano Francesco Tamburini e del suo allievo Vittorio Meano con il finanziamento di Angelo Ferrari, ma si arenarono a causa di problemi politici legati soprattutto all'ubicazione del nuovo edificio. Nel frattempo entrambi gli architetti furono assassinati e i lavori furono completati sotto la supervisione di Julio Dormal con affreschi del pittore Francesco Domenighini
L'inaugurazione ebbe luogo il 25 maggio 1908 con Aida per la Gran Compañía Lírica Italiana di Luigi Mancinelli e l'Amleto con Titta Ruffo.
Con una capienza di 2487 spettatori a sedere (che arriva a 4000 calcolando i posti in piedi), suddivisi in sette livelli, la sala all'italiana ha 32 metri di diametro, 75 di profondità e 28 di altezza in un ambiente eclettico, che combina lo stile italiano e il Barocco francese.
Nel 1908 avvenne anche la prima assoluta di Aurora di Ettore Panizza con Titta Ruffo, nel 1936 di Sinfonía argentina di Juan José Castro, nel 1939 di Bizancio di Panizza e di L'homenaje di Manuel de Falla, nel 1940 di Panambí di Alberto Ginastera, nel 1941 della Sonata per pianoforte di Aaron Copland, nel 1945 di Salmo CL di Ginastera diretto da Albert Wolff, nel 1947 di Hieremiae prophetae lamentationes di Ginastera diretta da Fritz Busch, nel 1949 di Ollantay di Ginastera, nel 1952 di Estancia di Ginastera diretta da Karl Böhm, nel 1956 di Bodas de sangre di Castro, nel 1964 di Don Rodrigo di Ginastera diretta da Bruno Bartoletti con Carlo Cossutta, nel 1968 di María de Buenos Aires di Astor Piazzolla, nel 1980 di Iubilum di Ginastera e nel 1981 del Concerto per violoncello e orchestra n. 2 di Ginastera.
Nel corso dei suoi oltre cento anni di storia, l'edificio del Teatro venne sempre più deteriorato dal tempo e dagli agenti atmosferici, anche a causa della scarsa manutenzione e dai pochi investimenti.
Il 25 maggio 2008 il Teatro Colón ha compiuto cento anni, la performance dell'Orchestra del Teatro dell'Opera di Stato di Berlino diretta da Daniel Barenboim, prevista per le celebrazioni del centenario, è avvenuta presso lo stadio della città, poiché il teatro non era pronto a causa dei lavori di restauro.
Il 24 maggio 2010 alle ore 20.20 è stata celebrata l'inaugurazione post restauro con un grande spettacolo di animazione 3D, alla quale hanno partecipato migliaia di persone. Con questo spettacolo inaugurale il Teatro viene restituito alla popolazione e al mondo intero.
Numerosissime sono le personalità del mondo musicale che hanno partecipato all'attività del teatro. Molti compositori hanno diretto le proprie opere, da Pietro Mascagni a Richard Strauss a Igor Stravinskij a Paul Hindemith; tra i grandi direttori d'orchestra da ricordare Arturo Toscanini, Wilhelm Furtwängler, Erich Kleiber, Herbert von Karajan, Leonard Bernstein, Claudio Abbado, Riccardo Muti. Numerosi i cantanti che hanno interpretato le maggiori opere liriche come Fëdor Šaljapin, Enrico Caruso, Mario Del Monaco, Maria Callas, Luciano Pavarotti, Mirella Freni, Plácido Domingo; presenti anche danzatori tra cui Tamara Karsavina, Rudol'f Nureev, Margot Fonteyn, Carla Fracci; inoltre artisti argentini di notevole rilevanza come Martha Argerich e Astor Piazzolla.

## Galleria d'immagini

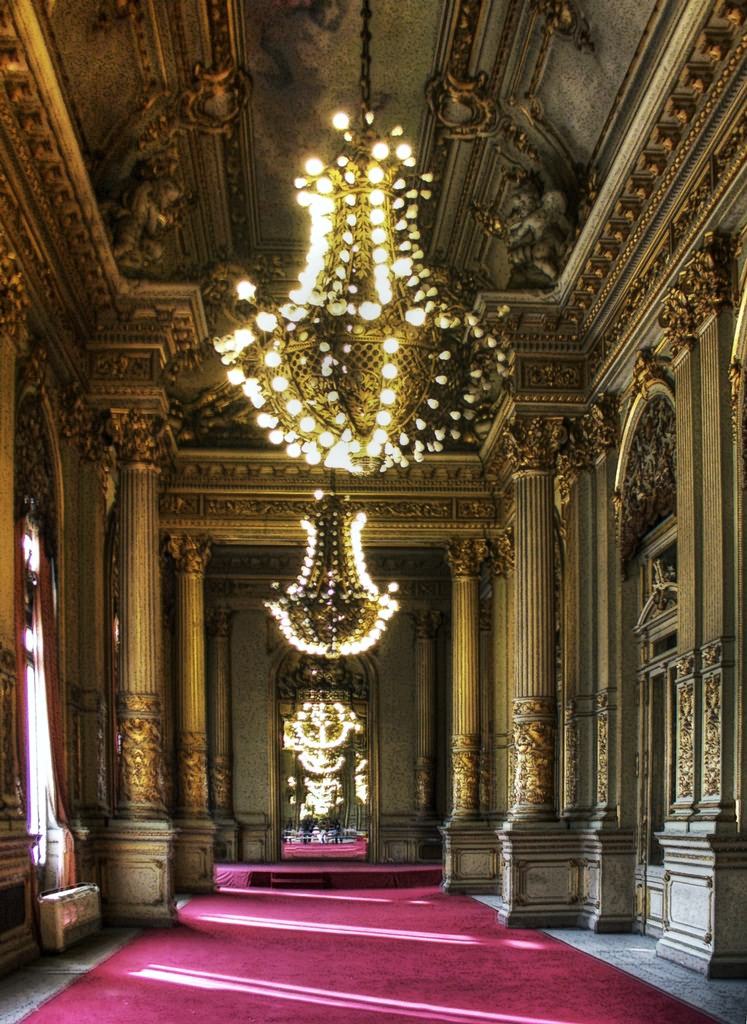
La sala d'oro
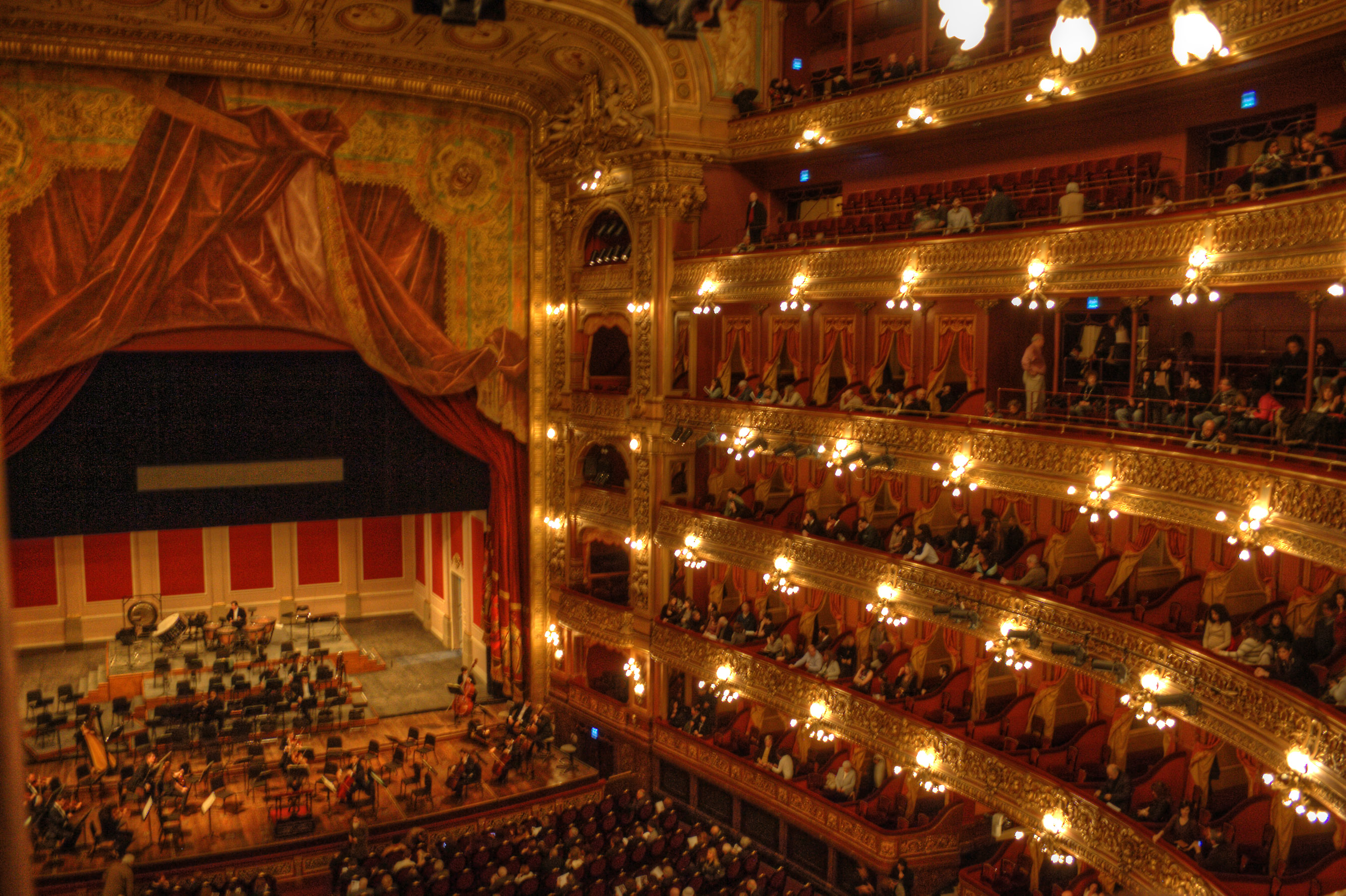
Sala da concerto
Affreschi dipinti da Raúl Soldi